# Водяное (Александрийский район)
Водя́ное (укр. Водяне) — село в Петровской поселковой общине Александрийского района Кировоградской области Украины.
До 2020 года входило в Петровский район
Население по переписи 2001 года составляло 344 человека. Почтовый индекс — 28330. Телефонный код — 5237. Код КОАТУУ — 3524981301.